# Діонисій Затвірник
Діонисій затвірник (XV ст.) — ієромонах Печерського монастиря. Преподобний. 

## Життєпис
Пресвітер і вартовий Дальніх печер. Мав прізвище Тріска. З ним у Касіянівській II редакції "Патерика Печерського" пов'язане надзвичайне чудо, що сталося на Великдень 1463 року. Коли він зайшов у Ближні печери, щоб покадити упокоєних там преподобних, і, звертаючись до них, вимовив великоднє вітання: "Отці і братіє, Христос Воскрес!", то у відповідь почув від них громоподібне: "Воістину воскрес Христос!".
Можливо, ставши свідком настільки дивного чуда, він і пішов у затвор. Іноді Діонисія Затвірника ототожнюють зі святителем Діонисієм, архієпископом Суздальським і Нижньогородським (XIV ст.), також пострижеником Печерського монастиря.

В акафісті всім преподобним Печерським про нього сказано: 
|  | «Радуйся, Діонисію, бо "воістину воскрес Господь" від преподобних отців в день Пасхи почув ти». |

.
Мощі преподобного Діонисія спочивають у Дальніх печерах, поряд з мощами Афанасія Затвірника, Лаврентія Затвірника та недалеко від підземної церкви Благовіщення Пресвятої Богородиці.

## Іконографія
Найраннішим зображенням преподобного Діонисія є гравюра з книги «Патерик, або Отечник Печерський» (Київ, 1661 рік). На ній зображений відомий по Патерику сюжет про диво на Великдень. Діонисій зображений в чернечому одязі з єпитрахиллю, голова непокрита, клобук на плечі. Образ святого має німб без будь-яких написів. Поруч з Діонисієм зображені два ченці з смолоскипами. Його пасхальне привітання братії, що похована в печері, написано на білій стрічці, що виходить із його вуст. Відповідь покійних ченців поміщений в підписі до ілюстрації в формі двовіршя: «Воистину воскресе, яже кости реша, С[вя]ты суть: жизнь и в себе по см[е]рти явиша».
На зображеннях Собору Києво-Печерських святих святий представлений, як правило, в правій групі, за прп. Феодосієм Печерським, в чернечому вбранні, в 6-му ряді 2-м зліва, поряд з Афанасієм Затвірником з куколем на голові, в ряду іноків, які спочивають у Дальніх печерах.

## Пам'ять
Пам'ять 10 вересня і 16 жовтня.